# Turó d'en Sala
El Turó d'en Sala és una muntanya de 83 metres que es troba al municipi de Lloret de Mar, a la comarca de la Selva.